# Minutes to Midnight
Minutes To Midnight je třetí studiové album americké rockové skupiny Linkin Park vydané v květnu 2007.
Název alba je inspirován tzv. hodinami zkázy, které vytvořili vědci na univerzitě v Chicagu poté, co Spojené státy americké shodily jaderné bomby na Japonsko koncem druhé světové války.
Brad Delson v rozhovoru pro noviny objasňuje, jak vznikl název desky: 
| „ | Napadlo to zpěváka Chestera Benningtona, když sledoval naučný pořad o tom projektu. Nepoužili jsme to jako stejnou metaforu, pro naše album to má význam, který je spojený s námi. Jelikož jsme změnili styl, předcházelo vydání alba velké očekávání. Pociťovali jsme to jako odpočítávání času do chvíle, kdy představíme nový hudební svět Linkin Park. Také to symbolizuje stav hudebního průmyslu. To, že si lidé nekupují CD, což je podstata současného stavu, ho nutí ke změně. Musí se změnit, je otázkou času, kdy se to stane. | “ |

## Seznam stop
Texty napsal(i) Linkin Park.
| Pořadí         | Název                           | Délka |
| -------------- | ------------------------------- | ----- |
| 1.             | Wake                            | 1:40  |
| 2.             | Given Up                        | 3:09  |
| 3.             | Leave Out All the Rest          | 3:29  |
| 4.             | Bleed It Out                    | 2:44  |
| 5.             | Shadow of the Day               | 4:49  |
| 6.             | What I've Done                  | 3:25  |
| 7.             | Hands Held High                 | 3:53  |
| 8.             | No More Sorrow                  | 3:41  |
| 9.             | Valentine's Day                 | 3:16  |
| 10.            | In Between                      | 3:16  |
| 11.            | In Pieces                       | 3:38  |
| 12.            | The Little Things Give You Away | 6:23  |
| Celková délka: | Celková délka:                  | 43:29 |

## Pracovní názvy skladeb
1. "21-Stitches" = "Given Up"
2. "Fear" = "Leave Out All the Rest"
3. "Accident" = "Bleed It Out"
4. "Song Q" = "Hands Held High"
5. "EBow Idea" = "No More Sorrow"
6. "Pictures" = "In Pieces"
7. "The Drum Song" = "The Little Things Give You Away"
8. "Patients" = "No Roads Left"

## Osazenstvo

### Linkin Park
- Chester Bennington – vokály, rytmická kytara v Shadow Of the Day a No Roads Left
- Rob Bourdon – bicí
- Dave Farrell – basová kytara, vokály v pozadí v The Little Things Give You Away
- Joe Hahn – mixážní pult, syntezátor, samplování, klávesy
- Mike Shinoda – vokály, rytmická kytara, klávesy, vokály v pozadí
- Brad Delson – sólová kytara